# Drakulić
Drakulić (cyr. Дракулић) – wieś w Bośni i Hercegowinie, w Republice Serbskiej, w mieście Banja Luka. W 2013 roku liczyła 1262 mieszkańców.